# Itame perarcuata
Itame perarcuata là một loài bướm đêm trong họ Geometridae.